# Björn Melin (konstnär)
Björn Göran Melin, född 9 oktober 1935 i Sollefteå, är en svensk målare, tecknare och konstpedagog.
Melin studerade vid Konstfackskolan 1951–1954 och Konsthögskolan i Stockholm 1954–1960 samt vid Konstakademien i Florens våren 1955 och Konstakademien i Neapel hösten 1960. Separat har han bland annat ställt ut på De unga i Stockholm, Wadköpingshallen i Örebro, Nordia i Helsingfors, Konstfrämjandet i Norrköping och Gävle konstcentrum. Bland hans offentliga arbeten märks utsmyckningar för Vallbacksskolan i Gävle, Infektionskliniken på Huddinge sjukhus, Svenska paviljongens hörsal på Världsutställningen i Lissabon EXPO 98 och Resecentrum i Gävle. Melin är representerad vid Göteborgs konstmuseum, Moderna museet, Statens konstråd och i ett flertal kommuner och landsting.